# Тамильский язык
Тами́льский язы́к (самоназвание — தமிழ் [t̪ɐmɨɻ]) — самый южный из дравидийских языков; один из 22 государственных языков Индии. На нём говорит население Южной Индии начиная от северной пограничной черты (где оканчивается телугу), проходящей на несколько миль севернее Ченнаи, и кончая мысом Коморин на юге — то есть почти вся южная оконечность Индии, за исключением неширокой полосы по западному её берегу, занятой родственным дравидийским языком малаялам. Тамильский язык является одним из двух государственных языков Шри-Ланки (наряду с сингальским) — на нём говорит население северной половины острова; а также одним из 4 государственных языков Сингапура (вместе с английским, севернокитайским (хуаюй) и малайским). Кроме всего этого, тамильский язык используется как один из языков обучения в Малайзии, а тамилоговорящие меньшинства имеются во многих штатах Индии: Керале, Карнатаке, Андхра-Прадеш и Телингане. Он находится на 20-м месте в мире по числу говорящих (см. список языков по количеству носителей).
Тамильский язык — один из самых древних классических языков в мире. Надписи на тамильском языке, сделанные в 500 году до н. э. на брахми, были найдены в Адичаналлуре (там. ஆதிச்சநல்லூர்); также в Саманармалае (скопление холмов недалеко от Мадурая, там. சமணர் மலை) были найдены надписи, которым примерно 2200 лет. Исследование, проведённое немецким Институтом истории человечества имени Макса Планка (нем. Max-Planck-Institut für Menschheitsgeschichte) выяснило, что дравидийская языковая семья, к которой относится тамильский язык, могла зародиться примерно 4000—4500 лет назад.
Тамильский язык был описан как «единственный язык современной Индии, который неразрывно связан с её классическим прошлым». Разнообразие и большой объём тамильской литературы привели к тому, что она была названа одной из самых великих в мире. Литературу на тамильском языке писали на протяжении более 2000 лет. Ранняя тамильская литература — сангамская (там. சங்க இலக்கியம், Sanga ilakkiyam) — писалась с 300 года до н. э. по 300 год н. э. Она является примером самой старой сохранившейся дравидской литературы. Самые ранние надписи, найденные на так называемых «камнях-героях» (там. நடுகல், naṭukal), относятся к III веку до н. э. Больше 55 % эпиграфических надписей, найденных в Индии, сделаны на тамильском языке (всего в Индии было найдено около 55 000 таких надписей). Тамильские надписи, сделанные на брахми, были найдены на Шри-Ланке, а также на товарах в Египте и Таиланде. Две самых ранних рукописи в Индии, признанные ЮНЕСКО как часть Памяти мира, были сделаны на тамильском языке.
В 1578 году португальские христианские проповедники с использованием старого тамильского письма напечатали тамильский молитвенник (Thambiraan Vanakkam), что сделало тамильский язык первым языком в Индии, на котором была напечатана книга.

## Классификация
Тамильский язык относится к северной ветви дравидийской семьи языков, включающей в себя около 85 языков, распространённых на индийском субконтиненте; он также рассматривается как часть так называемых «тамильских языков», которая, вместе с собственно тамильским языком, включает в себя языки примерно 35 этническо-лингвистических групп, как например языки ирула и ерукала.
Наиболее близкородственным тамильскому является язык малаялам, на котором говорят в индийском штате Керала. Разделение на эти два языка произошло примерно в IX веке н. э.

## Происхождение названия языка
Несмотря на то, что название языка, разработанного тамильскими сангамами (там. தமிழ்ச்சங்கம்), упоминается как «тамильский», точное время, когда слово «тамильский» стало применяться для обозначения названия языка, неизвестно так же, как и точное происхождение этого слова. Самое раннее свидетельство использования названия «тамильский» относится к I веку до н. э.; оно было найдено в Толкаппияме. 
Предполагается, что название происходит от tam-miḻ > tam-iḻ, что буквально можно перевести как «(чья-то) собственная речь»; чешский лингвист Камиль Звелебиль полагает, что tam означает «чей-то», а -iḻ подразумевает буквально «(чей-то) раскрывающийся звук»; по другой его версии, tamiḻ < tam-iḻ < *tav-iḻ < *tak-iḻ означает «понятный процесс говорения». Тамильский толковый словарь Мадрасского университета определяет слово tamil как «сладость».

## История

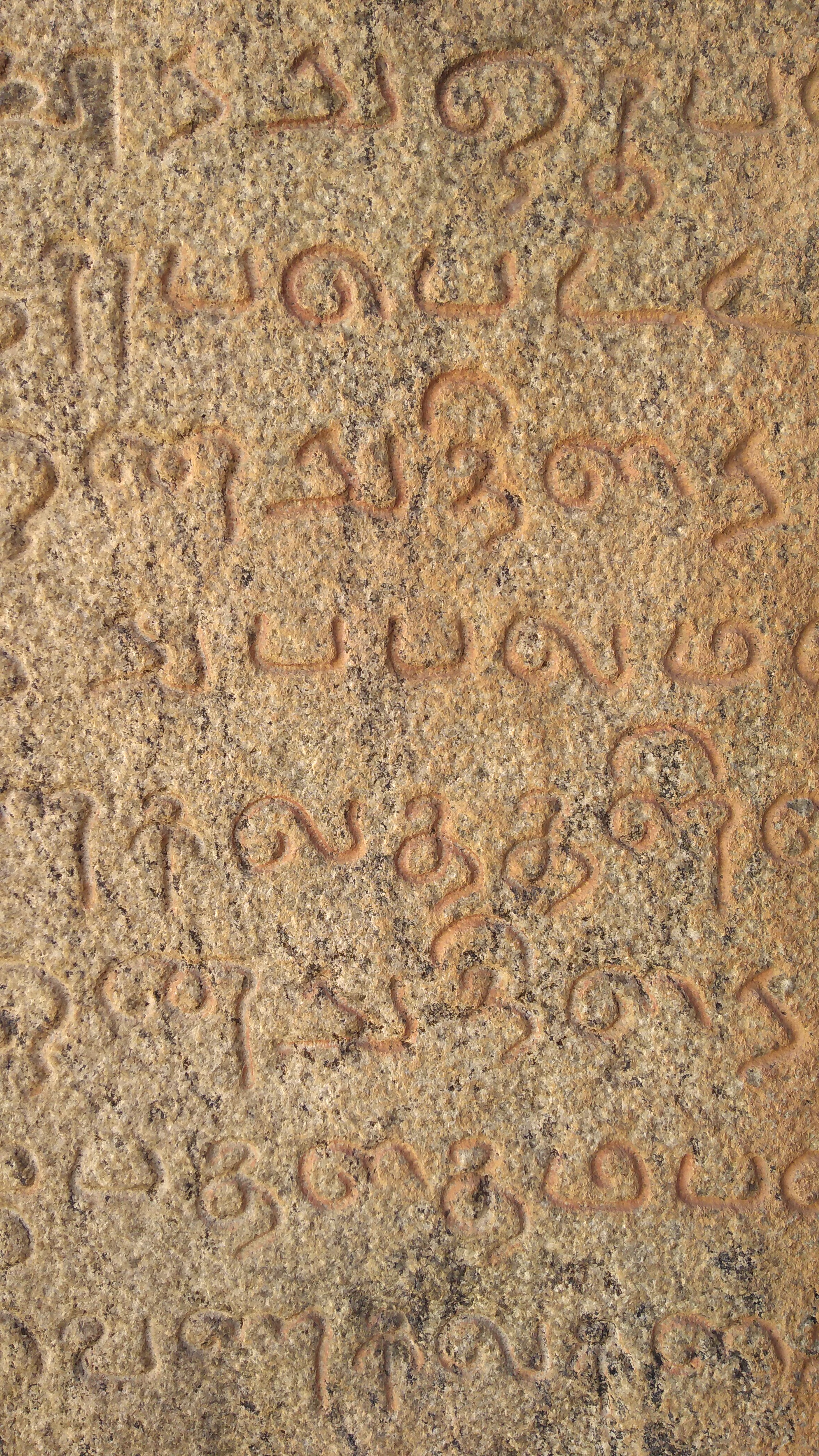
Надписи на тамильском языке в одном из храмов

По словам таких лингвистов, как, например, Бхадрираджу Кришнамурти, предком тамильского языка является прадравидский язык. Имеется предположение, что на прадравидском языке говорили в 3-м тысячелетии до н. э., возможно, в области вокруг нижнего бассейна реки Годавари. По материальным свидетельствам можно предположить, что люди, говорящие на прадравидском языке, были связаны с неолитической культурой Южной Индии. От прадравидского языка образовался южный прадравидский язык. По лингвистическим свидетельствам можно сделать вывод, что на южном прадравидском языке говорили в середине 2-го тысячелетия до н. э. и что прото-тамильский язык отделился от него примерно в III веке до н. э. Самые ранние надписи на тамильском языке были сделаны, как считается, сразу после этого.
Среди всех языков Индии на тамильском имеется самая древняя индийская литература, не написанная на санскрите. Обычно выделяют три периода формирования тамильского языка: древнетамильский (300 год до н. э. — 700 год н. э.); средний тамильский (700—1600 годы) и современный тамильский (1600 год — наши дни). В ноябре 2007 года на раскопках в Кусейр-аль-Кадиме была обнаружена египетская керамика, относимая к I веку до н. э., с тамильскими надписями на брахми. Британский историк Джон Гай (John Guy) установил, что тамильский язык был своеобразным лингва франка для индийских торговцев.

### Изменение языка с течением времени

#### Древнетамильский
Древнетамильский — это тамильский язык начиная с V века до н. э. по VIII век н. э. Первые письменные свидетельства древнетамильского относят ко II веку до н. э. Это были короткие записи на стенах пещер и на глиняных изделиях, сделанные одной из разновидностей письма брахми. Первый длинный текст на языке — Толкаппиям — датируется I веком н. э.; кроме него сохранилось множество других произведений. Древнетамильский сохранил множество черт прадравидского языка, включая слоговую структуру и многие черты грамматики. Таким образом, в древнетамильском, как и в прадравидском, не было отдельного настоящего времени — было лишь прошедшее и непрошедшее; глаголы имели особые отрицательные спряжения.

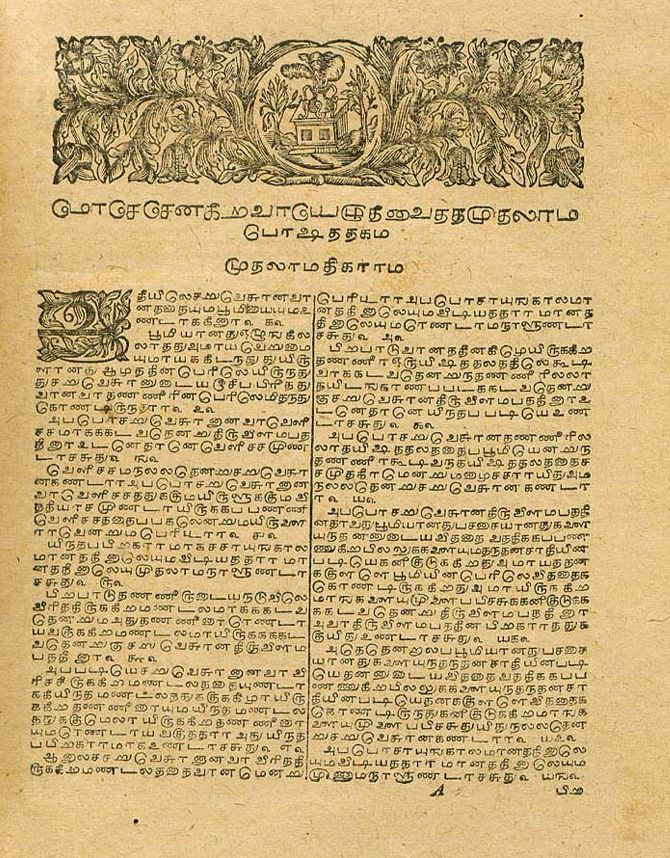
Тамильская Библия, 1723 год

#### Средний тамильский
Выделение среднего тамильского языка обусловлено большим количеством грамматических и фонетических изменений, возникших в языке к VIII веку. Наиболее существенным грамматическим изменением было возникновение настоящего времени. Настоящее время образовалось от глагола kil (கில்), означающего «быть возможным» или «происходить». В древнетамильском этот глагол использовался, чтобы обозначить, что действие было частично длительным; он обычно использовался с обозначителем времени, как, например, ṉ (ன்). В среднем тамильском этот глагол превратился в обозначитель настоящего времени kiṉṟa (கின்ற).
Среди других изменений: из текстов исчез айдам (aytam, ஃ) — старая фонема, которая могла означать глоттализацию согласных; срослись альвеолярные и зубные назальные звуки; альвеолярные взрывные согласные превратились в ротические.
Средний тамильский подвергся довольно сильному влиянию со стороны санскрита — из этого языка был заимствован довольно большой пласт лексики (особенно политической, философской и религиозной). Изменилась и письменность для записи языка; примерно к VIII веку тамильский брахми и ваттелутту были вытеснены. На среднем тамильском имеется широкий пласт литературы.

#### Современный тамильский
В дальнейшем язык также претерпевал грамматические и фонетические изменения. Так, перестали употребляться отрицательные спряжения глаголов; отрицание стало выражаться морфологически, либо синтаксически.
Контакт с европейцами повлиял как на разговорный, так и письменный тамильский язык. Наиболее заметным влиянием европейцев на письменный тамильский язык стало начало использования европейских знаков препинания; в разговорном же языке появляются скопления согласных, которые были недопустимы для среднего тамильского. Синтаксис письменного тамильского тоже изменился — например, структуры предложений стали более сложными и появился более жёсткий порядок слов в предложении, что больше свойственно английскому языку.
Из-за националистических устремлений в Тамилнаде словарный запас тамильского языка был «очищен» от большинства некогда присущих ему индоарийских заимствований и отличается этим от остальных дравидийских языков.

## Географическое распространение и официальный статус

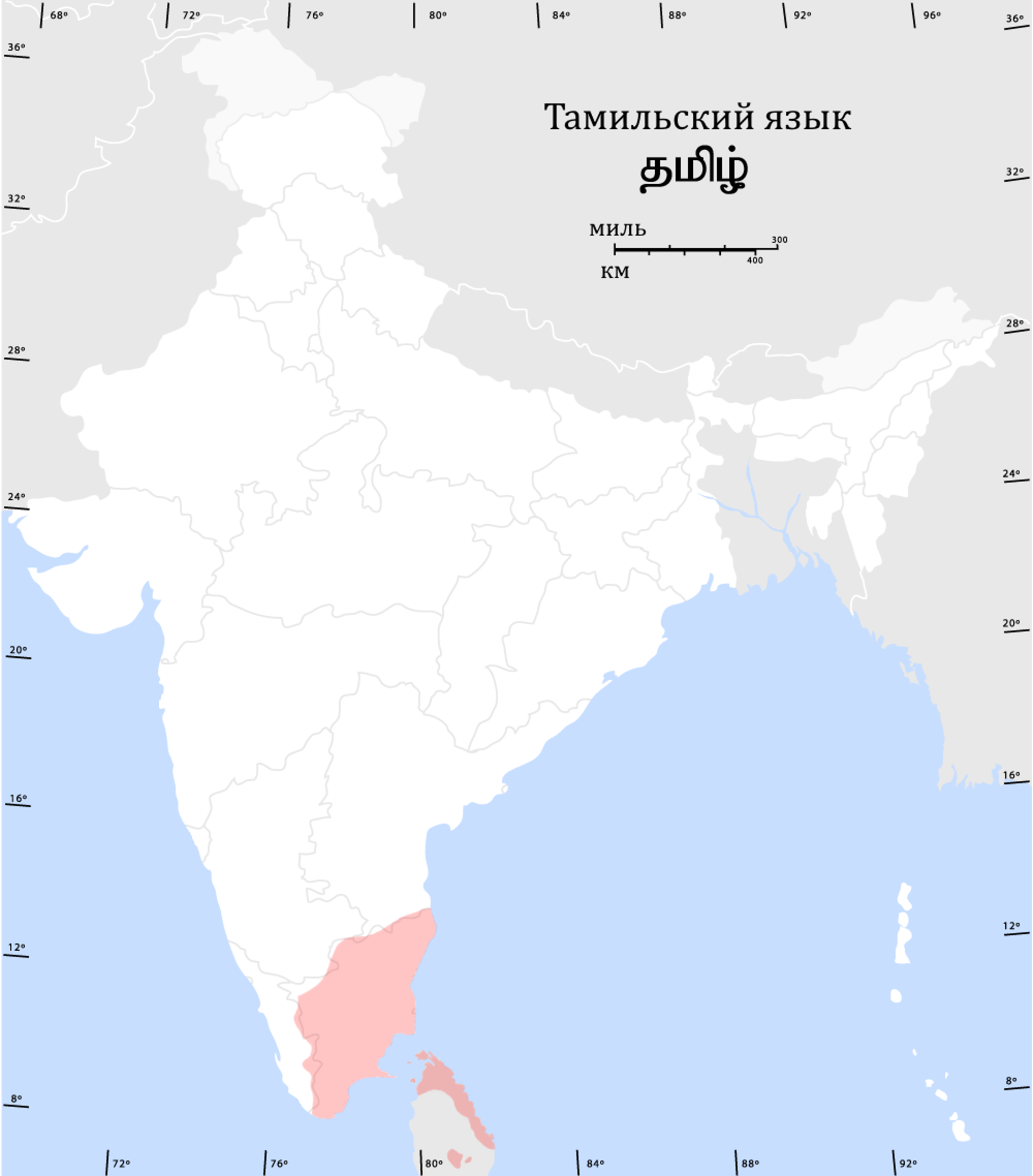
Территория распространения тамильского языка

На Тамильском языке говорит большая часть населения индийского штата Тамилнад и союзной территории Пондичерри, а также Северной и Восточной провинций Шри-Ланки. Кроме того, тамильский распространён в некоторых районах соседних с Тамилнадом штатов: Керала, Карнатака, Махараштра, Андхра-прадеш; а также в Центральной провинции Шри-Ланки и в Коломбо. Тамильский язык или его диалекты использовался как официальный в штате Керала до XII века н. э. Тамильский язык также широко использовался для записей в округах Читтур и Неллуру индийского штата Андхра-Прадеш до XII века н. э., а также для записей в южной Карнатаке с X по XIV века н. э. в таких округах, как Колар, Майсур, Мандья и Бангалор.
Как наследие колониальных времён, довольно большое количество тамилов проживает также в Малайзии, Сингапуре, Маврикии, ЮАР, Индонезии, Кении и других странах. Тем не менее, лишь часть этих людей способна говорить на тамильском языке. Носителями тамильского являются также мигранты из Индии и Шри-Ланки в США, Канаде, Австралии и европейских странах. Большое сообщество тамилоговорящих людей имеется в пакистанском городе Карачи.
Тамильский является одним из 22 официальных языков Индии и имеет официальный статус в штате Тамилнад. Кроме того, это один из 2 официальных языков Шри-Ланки (вместе с сингальским) и один из 4 языков Сингапура (вместе с малайским, севернокитайским и английским).

## Диалекты
В социально-лингвистическом положении тамильского языка существует диглоссия. Тамильские диалекты, в основном, отличаются друг от друга тем, что они претерпели различные фонологические изменения и звуковые сдвиги в процессе отделения от классического (древнего) тамильского (300 г. до н. э. — 700 г. н. э.). Например, слово iṅku «тут, здесь» из классического тамильского (Centamil) превратилось в iṅkū в диалекте Конгу Тамил (Коимбатур); в inga в диалекте Танджавура и в iṅkai в некоторых диалектах Шри-Ланки. Из древнетамильского Iṅkaṇ (kaṇ здесь означает «место») образовалось слово iṅkane в диалекте Тирунелвели; из древнетамильского iṅkaṭṭu образовалось слово iṅkuṭṭu в диалекте Мадурая и слово iṅkaṭein в некоторых северных диалектах. Даже сейчас в округе Коимбатур часто можно слышать слово akkaṭṭa, что значит «то место».
Тамильские диалекты несущественно различаются в лексиконе, но есть несколько исключений — например, в диалектах Шри-Ланки сохраняются слова, нечасто используемые в современной Индии, а также множество слов используется немного по-другому. В диалектах Шри-Ланки также используются заимствования из английского, португальского и нидерландского языков. Диалект округа Палаккад в Керале имеет большое количество слов из родственного тамильскому языка малаялам; этому диалекту также присущи выраженный акцент и влияние малаялам в области синтаксиса. Тамильский язык в округе Каньякумари имеет больше своеобразных слов и звуков, чем остальные тамильские диалекты. Исходя из этого, принадлежность человека к этому округу очень легко определить по его речи.
Существует около 13 основных групп региональных разновидностей тамильского, 6 из которых наиболее широко распространены.
- Центральный диалект языка, являющийся основой стандартного тамильского (на нём говорят в округах Танджавур, Тируваллур, Нагапаттинам и Тируччираппалли штата Тамилнад)[5].
- Конгу Тамил (там. கொங்குத் தமிழ்) — диалект тамильского языка, на котором говорят в Конгу-Наду (регионе на западе штата Тамилнад)[6].
- Мадрас Башай (там. மெட்ராஸ் பாஷை Měţrās Pāṣai), или мадрасский тамильский, который является разговорным (сленговым) вариантом языка, бытующим в столице штата — городе Ченнаи (ранее был известен как Мадрас), и сочетает в себе, помимо тамильской основы, некоторые элементы из английского, телугу и хинди.
- Мадурайский диалект (там. மதுரை தமிழ் Madurai Tamil) — диалект, распространённый в районе города Мадурай и на довольно обширной прилегающей территории юга штата.
- Неллайский тамильский (там. திருநெல்வேலி தமிழ் Tirunelveli Tamil, также известный как тирунелвельский тамильский) — диалект, на котором говорят в округах Тирунелвели и Тутикорин, а также в некоторых других районах на юге Тамилнада.
- Диалекты тамилов Шри-Ланки, которые довольно заметно отличаются от всех разновидностей языка, используемых в Тамилнаде и на прилегающих тамилоязычных территориях Кералы.

## Разговорный и литературный варианты
В дополнение к большому количеству диалектов тамильский язык существует сегодня в нескольких формах: современный литературный, или «высокий» тамильский (centamiḻ), и современный разговорный тамильский (koṭuntamiḻ). В наше время в формальных речи и письме используется, главным образом, «высокий» centamiḻ. Это язык учебников, большей части тамильской литературы и общественных речей и выступлений. В недавнее время разговорный koṭuntamiḻ начал проникать в те области, которые традиционно считались областями, где говорили только на centamiḻ. Разговорная форма сегодня используется в фильмах, театральных выступлениях, на телевидении и радио; множество людей, работающих в политике, сегодня пытаются приблизить себя к народу, используя разговорную форму языка.

## Тамильское письмо

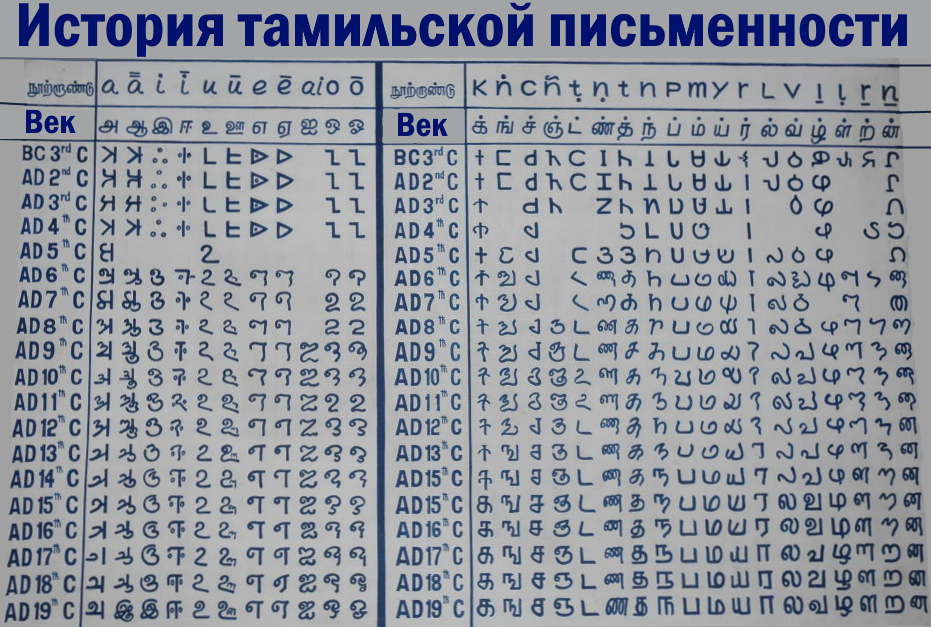
История тамильского письма от брахми до современного

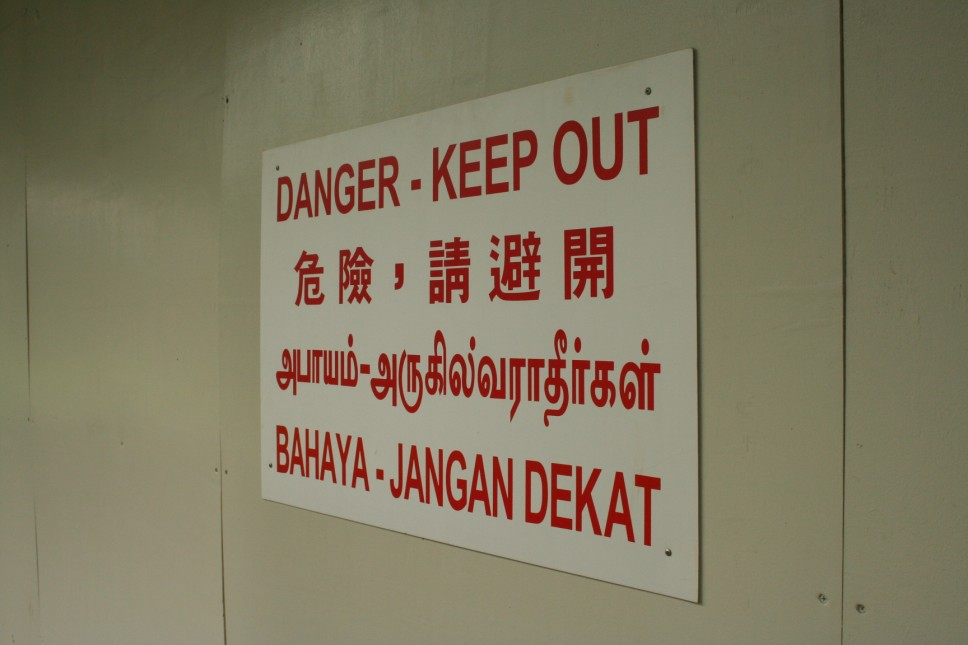
Тамильская письменность в Сингапуре.

После того как брахми перестало использоваться, на тамильском языке писали несколькими видами письменностей: vaṭṭeḻuttu, грантха и паллава. Сегодняшняя тамильская письменность включает в себя 12 гласных, 18 согласных и особый символ айдам (там. ஆய்தம் āytam), записываемый как ஃ. Гласные и согласные могут быть объединены, и всего в алфавите существует 247 возможных соединений (12 + 18 + 1 + (12 x 18)). Все без исключения согласные имеют гласный «a» — как и в других видах индийского письма. Чтобы его убрать, нужно добавить так называемую надписную точку puḷḷi к символу согласного — например, ன ṉa с надписной точкой будет ன் ṉ. Многие виды индийского письма имеют похожий знак, названный вирама. В других видах индийского письма для записи слога или скопления согласных, включающего так называемый «мёртвый» согласный (согласный без «а»), предпочтение отдаётся лигатурам, однако написание их с вирамой тоже возможно. В тамильском письме не различаются глухие и звонкие взрывные согласные. Вместо этого, взрывной согласный может быть глухим или звонким в зависимости от его расположения в слове по правилам тамильской фонологии.
В дополнение к основным символам, 6 символов, которые были использованы, чтобы писать на санскрите, были взяты из письма грантха; они иногда используются, чтобы выразить звуки, не представленные в тамильском языке — в словах, пришедших из санскрита, пракрита и других языков.

#### Числительные и знаки
Кроме обычных цифр, в тамильском есть символы для обозначения десятков, сотен, тысяч, дней, месяцев, кредита, дебета, «как указано выше» и рупий.
| ноль | один | два | три | четыре | пять | шесть | семь | восемь | девять | десять | сто | тысяча |
| ---- | ---- | --- | --- | ------ | ---- | ----- | ---- | ------ | ------ | ------ | --- | ------ |
| ௦    | ௧    | ௨   | ௩   | ௪      | ௫    | ௬     | ௭    | ௮      | ௯      | ௰      | ௱   | ௲      |

| день | месяц | год | дебет | кредит | «как указано выше» | рупии | числительное |
| ---- | ----- | --- | ----- | ------ | ------------------ | ----- | ------------ |
| ௳    | ௴     | ௵   | ௶     | ௷      | ௸                  | ௹     | ௺            |

## Лингвистическая характеристика

### Фонетика и фонология
Фонология тамильского языка характеризуется наличием множества ротических и ретрофлексных согласных. Глухие и звонкие согласные фонологически не различаются; фонетически, звонкость зависит от положения согласного в слове. Стечения согласных встречаются редко и никогда в начале слова. Тамильские грамматики разделяют фонемы на три класса: гласные, согласные и «вторичные символы», или āytam.

#### Гласные
Вокализм тамильского языка насчитывает двенадцать фонем: десять монофтонгов (/i/, /e/, /u/, /o/, /a/ и их долгие варианты) и два дифтонга (/aɪ/ и /aʊ/). Долгие гласные примерно в два раза дольше кратких, дифтонги — примерно в полтора раза длиннее, чем краткие монофтонги. Многие тексты относят дифтонги к долгим гласным.
|              |             | Краткие    | Краткие      | Краткие     | Долгие     | Долгие | Долгие |
| Передний ряд | Средний ряд | Задний ряд | Передний ряд | Средний ряд | Задний ряд |        |        |
| ------------ | ----------- | ---------- | ------------ | ----------- | ---------- | ------ | ------ |
| Подъём       | Верхний     | i          |              | u           | iː         |        | uː     |
| Подъём       | Верхний     | இ          |              | உ           | ஈ          |        | ஊ      |
| Подъём       | Средний     | e          |              | o           | eː         |        | oː     |
| Подъём       | Средний     | எ          |              | ஒ           | ஏ          |        | ஓ      |
| Подъём       | Нижний      |            | a            |             | (aɪ̯)       | aː     | (aʊ̯)   |
| Подъём       | Нижний      |            | அ            |             | ஐ          | ஆ      | ஒள     |

#### Согласные
В некоторых текстах по грамматике тамильские согласные делятся на твёрдые, мягкие и средние, что приблизительно соответствует взрывным, аппроксимантам и носовым. В отличие от большинства индийских языков, придыхание не несет смыслоразличительной функции. В дополнение ко всему, звонкость согласных в செந்தமிழ் (centamiḻ «высокая» форма языка) определяется строгими правилами. Двойные взрывные всегда глухие, одиночные оглушаются на конце слов, в остальных случаях — звонкие. Кроме того, некоторые превращаются в спиранты в положении между гласными. Носовые и аппроксиманты всегда звонкие.
Как и во многих языках Индии, в тамильском языке присутствуют два вида переднеязычных согласных: альвеолярные и ретрофлексные. Отличительной чертой является наличие ретрофлексного аппроксиманта /ɻ/ (ழ) (например, в слове Tamil [t̪ɐmɨɻ]; часто пишется как zh), отсутствующего в индоарийских языках. Что касается других дравидийских языков, такой согласный также есть в малаялам, исчез из каннада в 1000 году н. э. (хотя символ, обозначающий этот согласный, всё еще пишется и содержится в Юникоде), а в телугу никогда и не существовал. Во многих диалектах тамильского языка ретрофлексный аппроксимант вытесняется альвеолярным латеральным аппроксимантом /l/. Также раньше различались дентальные и альвеолярные согласные (типичная особенность дравидийских языков, отсутствующая в соседних индоарийских). Сейчас же, хотя это различие всё еще можно увидеть на письме, почти исчезло в разговорной речи, и даже в литературном языке буквы ந (дентальная) и ன (альвеолярная) могут использоваться как аллофоны. Также, исторический альвеолярный взрывной превратился в дрожащий во многих современных диалектах.
|                           | Губно-губные | Дентальные | Альвеолярные | Ретрофлексные | Палатальные | Велярные |
| ------------------------- | ------------ | ---------- | ------------ | ------------- | ----------- | -------- |
| Взрывные                  | p            | t̪          | t            | ʈ             | t͡ɕ          | k        |
| Взрывные                  | ப            | த          | ற            | ட             | ச           | க        |
| Носовые                   | m            | n̪          | n            | ɳ             | ȵ           | ŋ        |
| Носовые                   | ம            | ந          | ன            | ண             | ஞ           | ங        |
| Одноударные               |              |            |              | ɽ             |             |          |
| Одноударные               |              |            | ர            |               |             |          |
| Центральные аппроксиманты | ʋ            |            |              | ɻ             | j           |          |
| Центральные аппроксиманты | வ            |            |              | ழ             | ய           |          |
| Боковые аппроксиманты     |              | l̪          |              | ɭ             |             |          |
| Боковые аппроксиманты     |              | ல          |              | ள             |             |          |

Звуки /f/ и /ʂ/ встречаются только в заимствованных словах и часто заменяются на другие, свойственные тамильскому языку. Существуют чёткие правила элизии для каждой гласной фонемы, подверженной ей.

#### Айдам
В классическом тамильском существовала фонема, называемая āytam (айдам) ஆய்தம் и записываемая как ஃ. Грамматики того времени называли её зависимой фонемой (cārpeḻuttu), но в современном языке она почти не встречается. Правила произношения из Tolkāppiyam — текста, описывающего грамматику классического тамильского, предполагают, что айдам мог обозначать глоттализацию согласных. Кроме того, предполагалось, что айдам использовался для обозначения звонкости и имплозивности первого или второго компонента в удвоенном согласном в середине слова. В современном тамильском также используется для обозначения /f/, присоединяясь к ப, при записи английских слов.

### Грамматика
Тамильский язык использует агглютинативную грамматику, в которой суффиксы используются, чтобы показать именной класс, грамматическое число, падеж, время глагола и т. п. Метаязык и научная терминология тамильского языка, в отличие от индоарийских языков, — исконно тамильские.
Большая часть тамильской грамматики описана в старейшей известной на настоящее время книге о тамильской грамматике — Толкаппияме (там. தொல்காப்பியம் Tolkāppiyam). Современный тамильский в значительной степени основывается на грамматике Naṉṉūl, в который правила, представленные в Толкаппияме, были пояснены и уточнены с некоторыми изменениями. Традиционная тамильская грамматика состоит из 5 частей: uttu, sol, poruḷ, yāppu, aṇi. Последние две применяются, главным образом, только в поэзии.
Тамильские слова включают корень, к которому присоединяются один или несколько аффиксов. Большинство тамильских аффиксов являются суффиксами. Большинство из них могут изменять часть речи слова или его значение; либо же они могут показывать число, наклонение, лицо и т. п. Для количества суффиксов в тамильском слове не существует ограничений, что иногда приводит к образованию невероятно длинных слов, которые могут включать как несколько слов, так и целое предложение — например, слово pōkamuṭiyātavarkaḷukkāka (там. போகமுடியாதவர்களுக்காக) означает «ради тех, кто не может идти» и состоит из следующих морфем:
| pōka   | muṭi        | y                         | āta       | var                         | kaḷ                 | ukku | āka   |
| «идти» | «выполнять» | буква для соединения слов | отрицание | обозначитель субстантивации | обозначитель мн. ч. | «к»  | «для» |

### Морфология
Тамильские существительные и местоимения делятся на два класса (tiṇai): «разумные» (uyartiṇai) и «неразумные» (akṟiṇai), которые включают всего 5 подклассов (pāl, что буквально означает «род»). Люди и божества относятся к «разумным», а все остальные существительные (животные, предметы и т. д.) относятся к «неразумным». «Разумные» существительные подразделяются на 3 подкласса: существительные единственного числа мужского рода, существительные ед. ч. женского рода и «разумные» существительные множественного числа; «неразумные» подразделяются на два подкласса: «неразумные» существительные ед. ч. и мн. ч. Род часто определяется при помощи суффиксов.
| peyarccol («имена-слова»)                |                                 |                                 |                                |                                 |
| uyartiṇai («разумные»)                   | uyartiṇai («разумные»)          | uyartiṇai («разумные»)          | aḵṟiṇai («неразумные»)         | aḵṟiṇai («неразумные»)          |
| āṇpāl Мужской род                        | peṇpāl Женский род              | palarpāl Множественное число    | oṉṟaṉpāl Один                  | palaviṉpāl Несколько            |
| Например, тамильские слова для «деятель» |                                 |                                 |                                |                                 |
| ceytavaṉ «Он, который сделал»            | ceytavaḷ «Она, которая сделала» | ceytavar «Они, которые сделали» | ceytatu «Это, которое сделало» | ceytavai «Эти, которые сделали» |

Суффиксы используются для обозначения падежей и как послелоги. Традиционно выделялось 8 падежей (групп суффиксов) в соответствии с падежами санскрита: именительный, винительный, дательный, социативный, родительный, творительный, местный и аблативный. Сегодня ведутся споры насчёт того, правильно ли такое разделение и будет ли лучше, если каждому суффиксу будет приписан отдельный падеж.
Тамильские местоимения могут иметь одну из четырёх приставок — a, i, u или e — буквально соответствующих указательным местоимениям. Например, слово vazhi (வழி) «путь» путём приставок может быть изменено следующим образом: ivvazhi (இவ்வழி) «этот путь», avvazhi (அவ்வழி) «тот путь», uvvazhi (உவ்வழி) «средний по отдалённости путь» и evvazhi (எவ்வழி) «какой путь».
Тамильские глаголы также могут изменяться путём добавления к ним различных суффиксов. Суффиксы в глаголах могут обозначать число, наклонение, время и залог.
- Суффиксы для обозначения времён и залогов формируются из частиц, которые добавляются к основе.
- В тамильском языке существует 2 залога: первый выражает, что субъект предложения подвергается действию или является его объектом, а второй указывает на то, что действие исходит от субъекта предложения.
- В тамильском языке существует 3 простых времени — настоящее, прошедшее и будущее; а также ряд совершенных времён, которые обозначаются составными суффиксами. Наклонение в тамильском языке неявное и обычно выражается теми же морфемами, что выражают категорию времени. Ниже рассмотрен пример тамильского глагола aḻintukkoṇṭiruntēṉ (அழிந்துக்கொண்டிருந்தேன்) «меня уничтожали (в течение какого-то времени)»:

| aḻi                 | intu                                                   | koṇṭu                         | irunta                                         | ēn                                                      |
| Корень «уничтожать» | Показатель залога прошедшее время, страдательный залог | Показатель времени длительное | Показатель вида времени прошедшее продолженное | Показатель лица и числа первое лицо, единственное число |

В традиционной тамильской грамматике не различаются прилагательные и глаголы — обе этих части речи включаются в одну категорию uriccol, хотя современные филологи имею склонность различать их на морфологической и синтаксической основе. Тамильский язык имеет множество идеофонов, которые служат наречиями, показывая, каким образом существительное или местоимение звучит или говорит.
В тамильском языке нет артиклей. Определённость или неопределённость может выражаться, например, использованием числа или слова ஒரு oru «один», или же определяться в соответствии с контекстом. В тамильском языке различаются инклюзивные местоимения: நாம் nām («мы»), நமது namatu («наш»), которые включают адресата действия; и экслюзивные நாங்கள் nāṅkaḷ («мы»), எமது ematu («наш»), которые адресата действия не включают.

### Синтаксис
В тамильском языке глагол стоит в конце предложения, так как порядок слов — «SOV (субъект-объект-глагол)». Несмотря на это, порядок слов в тамильском языке не жёсткий. В тамильском языке имеется больше послелогов, чем предлогов. Не все предложения в тамильском языке включают существительные, местоимения, объекты и глаголы; одна или несколько этих частей речи в предложениях могут отсутствовать. Например, в предложении может быть только глагол — muṭintuviṭṭatu «Завершил», или же только существительное, местоимение или объект без глаголов — atu eṉ vīṭu «Это мой дом». В тамильском языке, как и в русском, нет глагола-связки «to be».

### Лексика
Лексика современного тамильского языка — в основном дравидского происхождения. Сегодня в ней сильно заметны последствия языкового пуризма, что означает почти полное отсутствие иностранных заимствований. Несмотря на это, часть слов, использующихся в современном (даже классическом) тамильском, являются заимствованиями из соседних языков, с носителями которых тамилы торговали в прошлом: например, tavaḷai «лягушка» было взято из языков мунда, в которых оно звучит как tabeg; из малайского языка было взято слово cavvarici «саго» (мал. sāgu); из китайского — campān «ял» (кит. san-pan); из древнегреческого — ora (ὥρα). В наше время тамильский язык также имеет заимствованные слова из урду и маратхи, отражая то, что носители этих языков время от времени влияли на область расселения тамилов; некоторые слова были взяты из соседних дравидийских языков и индоарийских — телугу, каннада, сингальского. В наши дни слова также берутся из европейских языков — португальского, французского, английского и др.

#### Языковой пуризм
Сильнее всего языковой пуризм в тамильском применялся по отношению к словам, заимствованным из санскрита. На протяжении своей истории тамильский язык, вместе с другими дравидийскими языками, подвергся сильному влиянию санскрита как в лексике (несмотря на это, тамильская лексика никогда не имела столько заимствований из санскрита, сколько имели остальные дравидийские языки; в отличие от тех языков, научные и другие понятия можно было передать с использованием тамильских исконных корней), так и в грамматике. В XX веке было организовано движение, названное «Движение за чистый тамильский язык» (там. தனித் தமிழ் இயக்கம் thani tamil iyakkam), возглавляемое тамилами Паритхимаар Калайньяр и Мараймалай Адигал, участники которого стремились к очищению тамильского языка от влияния санскрита. В итоге, в течение последних двух десятилетий в документах, литературе и общественных речах снизилось использование заимствований из санскрита с 40-50 % до примерно 20 %.

#### Числительные
| Современное тамильское письмо | Число | Слово и произношение                          |
| ----------------------------- | ----- | --------------------------------------------- |
| ௦                             | 0     | சுழியம் (sūḻiyam); в древнетамильском — பாழ் (pāḻ) |
| ௧                             | 1     | ஒன்று (oṉṟu)                                    |
| ௨                             | 2     | இரண்டு (iraṇṭu)                                 |
| ௩                             | 3     | மூன்று (mūṉṟu)                                   |
| ௪                             | 4     | நான்கு (nāṉku)                                   |
| ௫                             | 5     | ஐந்து (aintu)                                   |
| ௬                             | 6     | ஆறு (āru)                                      |
| ௭                             | 7     | ஏழு (ēḻu)                                      |
| ௮                             | 8     | எட்டு (eṭṭu)                                    |
| ௯                             | 9     | ஒன்பது (oṉpatu)                                 |
| ௰                             | 10    | பத்து (pattu)                                   |

## Изучение
Один из первых среди европейцев исследователем тамильского языка был немецкий миссионер Бартоломей Цигенбальг, который в начале XVIII века составил грамматику и словарь этого языка.

### Учебники

#### На немецком
- Леманн, Томас. Lehrbuch des Tamil – Einführung in die Schrift- und Umgangssprache des Modernen Tamil (нем.). — Институт Южной Азии Гейдельбергского университета, 2021. — 707 S.
  - Леманн, Томас. Teil 1: Schrift- und Lautlehre (нем.). — Институт Южной Азии Гейдельбергского университета, 2021. — 128 S.
  - Леманн, Томас. Teil 2: Grammatik, Übungen, Texte und Vokabular (нем.). — Институт Южной Азии Гейдельбергского университета, 2021. — 362 S.
    - Андерс, Келли Эйлин. Lösungsschlüssel (нем.). — Институт Южной Азии Гейдельбергского университета, 2021. — 60 S.

  - Леманн, Томас. Teil 3: Ergänzende Übungen und Texte (нем.). — Институт Южной Азии Гейдельбергского университета, 2021. — 157 S.
- Леманн, Томас. Konversationen – Konversationstexte mit Audiodateien und Vokabular (нем.). — Институт Южной Азии Гейдельбергского университета, 2021. — 100 S.
- Леманн, Томас. Tamil-Reader (Tamil-Schriftsprache) mit Audiodateien (нем.). — Институт Южной Азии Гейдельбергского университета, 2021. — 97 S.
- Леманн, Томас. Übungsmaterialien zur Tamil-Umgangssprache -1 (нем.). — Институт Южной Азии Гейдельбергского университета, 2021. — 47 S.
- Леманн, Томас. Übungsmaterialien zur Tamil-Umgangssprache -2 (нем.). — Институт Южной Азии Гейдельбергского университета.

#### На английском
- Лискер, Ли; Вайдьянатан, С. A Student's Manual of Modern Formal Tamil (англ.). — Пенсильванский университет, 1966. — 931 p.
- Паттанаяк, Д.П.; Тхирумалай, М.С. An Introduction to Tamil Script Reading and Writing (англ.). — Майсур: Центральный институт индийских языков, 1980.
- Раджарам, С. An Intensive Course in Tamil (англ.). — Майсур: Центральный институт индийских языков, 2010. — (Basic (Intensive) Courses).
- Суббаиах, Пон. Advanced Course Reader in Tamil (англ.). — Майсур: Центральный институт индийских языков, 1987. — (Advanced Course Readers).

#### На хинди
- Кумар, С Сива; Натараджан, Г.В.; Гнанам, М. भारतीय भाषा ज्योति तमिल – 1 (хинди). — Майсур: Центральный институт индийских языков, 2000. — (भारतीय भाषा ज्योति - Bhartiya Bhasha Jyothi).
- Кумар, С Сива; Натараджан, Г.В.; Гнанам, М. भारतीय भाषा ज्योति तमिल – 2 (хинди). — Майсур: Центральный институт индийских языков, 2000. — (भारतीय भाषा ज्योति - Bhartiya Bhasha Jyothi).

#### На французском
- Hart, Kausalya & Ghasarian, Christian. Tamoul pour débutants —  Leçons et corrigés des exercices (фр.). — Париж: Librairie Orientaliste Paul Geuthner, 1996.
- Murugaiyan, Appasamy. Vanakkam (bonjour), méthode d’initiation à la langue tamoule (фр.). — Париж: Bibliothèque publique d’information - Centre Georges Pompidou, 2000.
- Sethupathy, Élisabeth. Le tamoul sans peine : langue parlée (фр.). — Chennevières-sur-Marne: Ассимиль, 2002.
- Sethupathy, Élisabeth. Parlons tamoul (фр.). — L'Harmattan, 2015. — ISBN 978-2-343-04988-5.

#### На китайском
- Чжан Гоцян (张国强). Учебник тамильского языка (первый том) (泰米尔语教程 第一册) (кит.). — Китайский университет коммуникаций (中国传媒大学出版社), 2010. — 276 с. — ISBN 9787811278378.
- Чжан Гоцян (张国强). Учебник тамильского языка (второй том) (泰米尔语教程 第二册) (кит.). — Китайский университет коммуникаций (中国传媒大学出版社), 2010. — 276 с. — ISBN 9787811272826.

### Грамматики
- Андропов, Михаил Сергеевич. Грамматика Тамильского Языка. — Москва: Наука, 1987. — 307 с.
- Мерварт, Александр Михайлович. Грамматика тамильского разговорного языка. — Ленинград: Ленинградский восточный институт им. А. С. Енукидзе, 1929. — 236 с.
- Beythan, Hermann. Praktische Grammatîk  der Tamilsprache (нем.). — Лейпциг: Otto Harrowssowitz, 1943. — 225 S.
- Schiffman, Harold F. (1999), A Reference Grammar of Spoken Tamil, Cambridge: Cambridge University Press, ISBN 0-521-64074-1
- Bloch, Jules. Structure Grammaticale des Langues Dravidiennes (фр.). — Париж: Adrien-Maisonneuve, 1946. — 100 p.

### Словари
- Пятигорский А. М., Рудин С. Г. . Тамильско-русский словарь: около 38000 слов / Под ред. П. Сомасундарама. — М.: ГИИНС, 1960. — 1384 с.
- Андронов М. С., Ибрагимов А. Ш., Юганова Н. Н. . Русско-тамильский словарь: около 24000 слов / Под ред. П. Сомасундарама. — М.: Сов. энциклопедия, 1965. — 1176 с.

### Лингвистика
- Дубянский А. М. Тамильский язык // Языки мира: Дравидийские языки. — Москва, 2013. — Т. 15, № 4.
- Рудин, Семен Гесселевич. Морфологическая структура тамильского языка. — Москва: Ин-т востоковедения. Ленингр. гос. ун-т им. А.А. Жданова, 1972. — 168 с.
- Андронов, Михаил Сергеевич. Разговорный тамильский язык и его диалекты. — Москва: Акад. наук СССР. Ин-т народов Азии, 1962. — 82 с.
- Андронов, Михаил Сергеевич. Тамильский Язык. — Москва: Издательство  восточной  литературы, 1960. — 75 с.
- Krishnamurti, Bhadriraju (2003), The Dravidian Languages, Cambridge Language Surveys, Cambridge University Press, ISBN 0-521-77111-0

#### Социолингвистика
- Языковая ситуация в Шри Ланке // Тхеро, Рев Васкадуве Cири Сарана Вестник  ЮУрГУ. — Челябинск: Южно-Уральский государственный университет. — Т. 15, № 4. — С. 80—87. — doi:10.14529/ling180413.
- Meenakshisundaran, T.P. (1965), A History of Tamil Language, Poona: Deccan College

### Курсы
- Книги по тамилистике
- Тамильский язык для продолжающих
- Tamil-Lehrmaterialien — Tamil I bis Tamil IV (нем.)
- A Course on the Tamil Language (англ.)

### Словаря
- Совокупность онлайн-словарей тамильского языка (англ.) (там.)